# Dead Silence (álbum)
Dead Silence es el cuarto álbum de estudio de la banda canadiense de punk rock Billy Talent, publicado el 11 de septiembre de 2012. Fue producido por el guitarrista de la banda Ian D'Sa.
Billy Talent empezó a grabar material para Dead Silence el 25 de noviembre de 2011 y finalizó en julio de 2012.

## Lanzamiento
El título y la portada del álbum fueron revelados en el Twitter, Facebook y página oficial de la banda el 11 de julio de 2012. El primer sencillo del álbum, "Viking Death March", fue lanzado el 26 de mayo de 2012 y ha alcanzado hasta ahora el número 3 en las listas canadienses de rock alternativo. El segundo sencillo, "Surprise Surprise", fue lanzado el 7 de agosto de 2012 y alcanzó el número 1 en las mismas listas. La portada del álbum fue creada por el famoso artista Ken Taylor.
Canciones incluidas en el álbum fueron nominadas a los premios Juno Awards de 2013, como "Viking Death March" por Single del Año.
La banda lanzó su álbum el 4 de septiembre de 2012 en su cuenta de SoundCloud.

## Lista de canciones
| N.º | Título                      | Duración |  |
| 1.  | «Lonely Road to Absolution» | 1:15     |  |
| 2.  | «Viking Death March»        | 4:04     |  |
| 3.  | «Surprise Surprise»         | 3:08     |  |
| 4.  | «Runnin' Across the Tracks» | 4:19     |  |
| 5.  | «Love Was Still Around»     | 3:46     |  |
| 6.  | «Stand Up and Run»          | 3:20     |  |
| 7.  | «Crooked Minds»             | 5:04     |  |
| 8.  | «Man Alive!»                | 3:36     |  |
| 9.  | «Hanging by a Thread»       | 3:53     |  |
| 10. | «Cure for the Enemy»        | 4:26     |  |
| 11. | «Don't Count on the Wicked» | 4:08     |  |
| 12. | «Show Me the Way»           | 3:06     |  |
| 13. | «Swallowed Up by the Ocean» | 5:02     |  |
| 14. | «Dead Silence»              | 4:49     |  |

## Recepción
Dead Silence ha recibido críticas positivas desde su lanzamiento, la mayoría de los críticos elogian el cambio de estilo desde su predecesor, Billy Talent III.

## Miembros
- Benjamin Kowalewicz - Vocalista principal
- Ian D'Sa - Guitarra, coros
- Jonathan Gallant - Bajo, coros
- Aaron Solowoniuk - Batería, percusión